# 米拉塞尔瓦
米拉塞尔瓦是巴西巴拉那州的一个市镇。总面积90.294平方公里，总人口1949人，人口密度21.6人/平方公里。